# O’Nel Mala

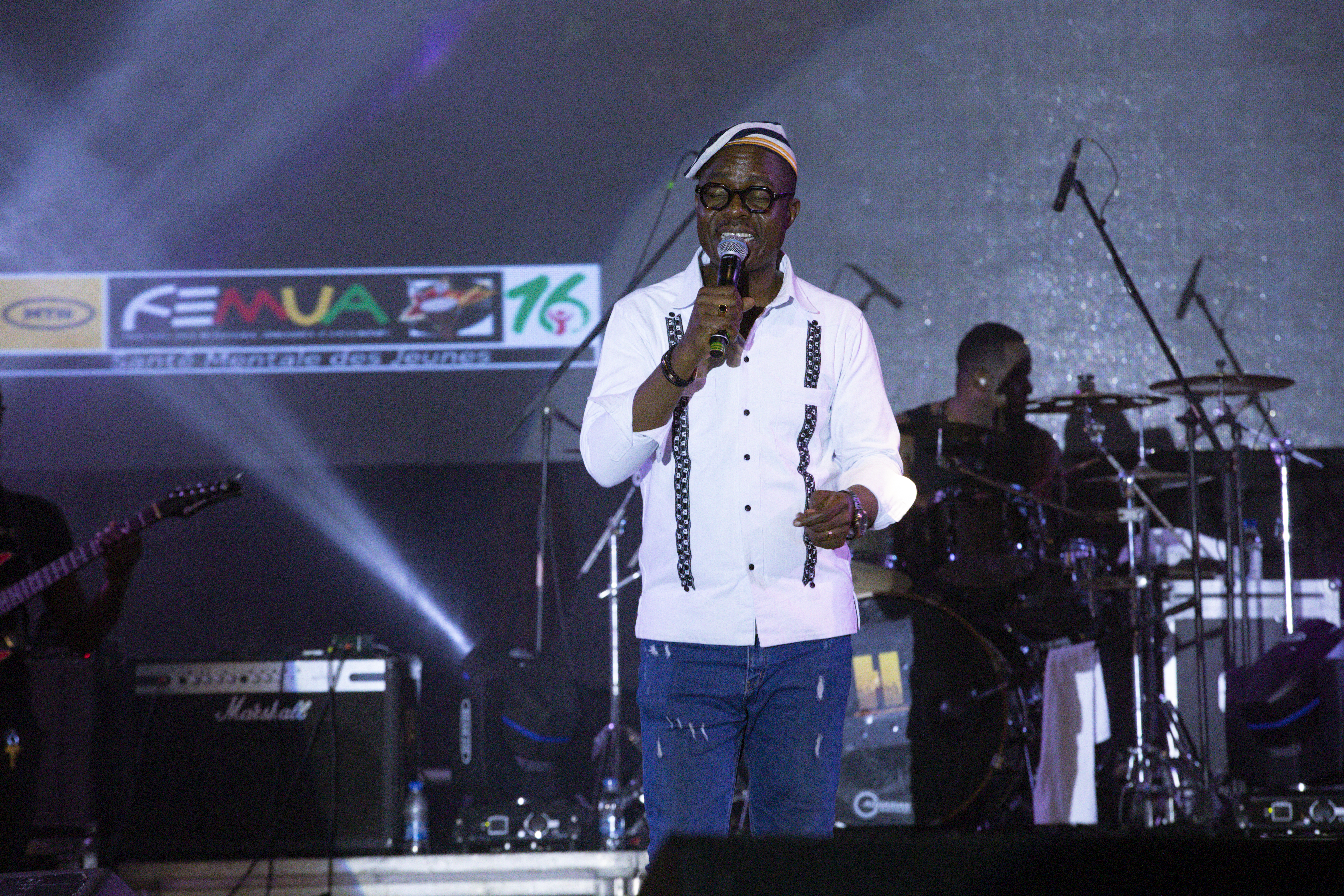
Onel Mala sur la scène du FEMUA 16 en 2024

O’Nel Mala ou Guehi Glai Léon à l'état civil, est un percussionniste et chanteur ivoirien. Il est né le 11 novembre 1972 à Koulinlé, dans la Sous-préfecture de Logoualé, en Côte d'Ivoire. Il est spécialisé dans le domaine de la musique chrétienne. Il obtient en 2008, le Tiercé d'or de la musique ivoirienne.

## Carrière

### Début de carrière
Né dans un cadre religieux, O’Nel Mala fait ses premiers pas de chanteur auprès de sa mère, elle-même chanteuse traditionnelle dans les églises protestantes de la région de l'ouest montagneux de la Côte d'Ivoire. Il émigre à Abidjan en 1990 en vue de se lancer dans la musique religieuse . Très tôt considéré comme une star montante du gospel ivoirien , en 1997, avec un orchestre de circonstance et devant un jury de professionnels de la musique, présidé par Valen Guédé, en sa qualité de Président du Bureau ivoirien du droit d'auteur (BURIDA), O'Nel Mala remporte le concours d'orchestre « Cocody Rock Stars », à l'époque, annuellement organisé par la Mairie de Cocody. Auréolé de ce prix, il est désigné en 1999, pour assurer l'interprétation de l’hymne national ivoirien lors d’un concert organisé à l'occasion de la fête de l’Indépendance du pays ,. L'année suivante, en 2000, il produit son premier album, mais celui-ci n'obtient pas le succès escompté .

### Évolution
La consécration de l'artiste se réalise à partir de 2002. D'abord, avec la sortie de son album « La Prophétie », mais encore et surtout en 2008, lorsqu'il lui est décerné la distinction du Tiercé d’Or de la musique ivoirienne,. En quelques années seulement, O’Nel Mala s'impose comme l’une des figures incontournables de la scène musicale chrétienne de son pays, la Côte d'Ivoire.
Il participe aux côtés notamment de Constance Aman, Guy Roger, Schékina, la Harpe de David, à l'émergence et à la vulgarisation en Côte d'Ivoire, du genre musical chrétien qui quitte peu à peu les églises, pour s'exposer de plus en plus au grand public au moyen d’œuvres discographiques, de concerts et de festivals. O’nel Mala vend plus de 70 000 exemplaires de son album « vêtu de gloire », l'un des niveaux de vente les plus marquant de la musique chrétienne en Côte d'Ivoire .
En 2012, il écrit une chanson pour la Vierge Marie. « C nou maman » chantée en Yacouba, sa langue maternelle parlée dans l’ouest ivoirien, fait les louanges de Marie qu’il présente comme la mère de tous les chrétiens, quelles que soient les dénominations. Après tous ces exploits, l'artiste revient en 2023 pour célébrer ses 25 ans de carrière à travers un concert organisé à Abidjan

## Vie de famille
Marié en 2008 au pasteur Esther Duor et père de 4 enfants et deux petits enfants, O'Nel Mala est installé en France avec sa femme et ses  enfants.

## Style
Le genre musical de O'Nel Mala est chrétien. C'est un genre musical destiné à propager l'évangile. Il s’inspire des rythmiques et mélodies traditionnelles et intègre des instruments de musique africains (Yômmê, shaker traditionnel Dan), pour produire des variétés musicales aux rythmes proches du reggae ou du groove. L'artiste compose lui-même ses chansons qu'il interprète dans sa langue maternelle, le Dan, dans diverses autres langues locales, mais également en français.

## Discographie
Single
- 2002 : La Prophetie ;
- 2002 : Vêtu de gloire
- 2006 : Lousha ;
- 2008 : Cri de coeur
- 2012 : C nou maman.
- 2016 : Divine connexion
- 2019 : Tu m'as reconstruit
- 2022 : Do'n
- 2023 : Lousha ! Lève-toi !
- 2023 : Attouh aimons-nous

Collectif
- 2005 : Compilation chrétienne de Côte d’Ivoire ;
- 2009 : Ivoir'Compil vol. 10 ;
- 2012 : Côte d'Ivoire 1960-2010, vol.3 ;
- 2013 : Good vibes.
- 2023 : J'ai si peur
- 2023 : Yêkê yêkê
- 2024 : Bien avant nous